# Font de la Moixera (la Torre d'Amargós)
La Font de la Moixera és una font del terme municipal de Sant Esteve de la Sarga, del Pallars Jussà, dins del territori de la Torre d'Amargós. Està situada a 885 m d'altitud, al sud del poble de la Torre d'Amargós, al vessant septentrional de la Serra d'Alsamora, al nord del Tossal de Vilabella. És a l'altra banda de la vall del barranc de la Clua, respecte de la Torre d'Amargós.